# Arachnomorpha
Arachnomorpha (Arachnata) este un grup de artropode care include 2 taxoni majori: trilobitomorfele fosile și chelicerate. Totuși, poziția în cadrul grupului a unor taxoni, precum Pycnogonida, este contraversată . O trăsătură comună pentru majoritatea arahnomorfelor constituie prezența chelelor pe prima pereche de apendice (sau chelicere).